# Sanfrid Welin
Karl Sanfrid Viktor Welin (i riksdagen kallad Welin i Herrljunga), född den 11 december 1855 i Ekeskogs socken, Skaraborgs län, död den 13 januari 1954 i Skara, var en svensk skol- och museiman. Han var bror till Wilhelm Welin.
Welin avlade mogenhetsexamen vid Norra latinläroverket i  Stockholm 1878 och blev student vid Lunds universitet 1879. Han var andre lärare vid Åsa folkhögskola 1885–1886 och Molkoms folkhögskola 1886–1896. Welin upprättade Värmlands kvinnliga folkhögskola 1892 och var dess föreståndare till och med 1896 samt återupprättade Älvsborgs läns folkhögskola 1895 och var dess föreståndare till och med 1921. Därefter upprättade han länets lantmannaskola 1905 och var dess föreståndare till 1912, varefter han var rektor vid de förenande skolorna till 1921. 
Welin var styrelseledamot och hedersledamot i Västergötlands fornminnesförening, styrelseledamot i Skara monumentförening och dess sekreterare, hedersledamot i Samfundet för hembygdsvård, i Skaraborgs läns hemslöjdsförening och i Skaradjäknarnas förening. Han blev korresponderande ledamot av Vitterhetsakademien 1920. Samma år blev Welin intendent vid Västergötlands museum. Han var ledamot av riksdagens andra kammare för Lantmanna- och borgarpartiet 1914–1920 (vice ordförande i tillförordnade skolutskottet) och lekmannaombud för Skara stift vid kyrkomötet 1926. Han blev riddare av Nordstjärneorden 1931. 
Welin redigerade Sveriges folkhögskolors årsbok 1904–1911, Västergötlands fornminnesförenings tidskrift 1917–1934 och 1937, Skaradjäknen från 1924, utgav Västergötlands fornminnessamling i Skara (1922), Skara domkyrka, vägledning, höll flera föredrag och författade ett stort antal tidskriftsuppsatser och tidningsartiklar.